# Капралов Станіслав Олексійович
Станіслав Олексійович Капралов (нар. 5 травня 1989, Дніпро, Україна) — український режисер, сценарист, продюсер, кліпмейкер. Автор трилера «Пік страху (фільм 2020)»(eng.Let It Snow).

## Громадська позиція
У 2022 році, під час початку повномасштабного вторгнення російської армії в Україну, вирішив залишитися в Києві та активно підтримувати свою країну. Займається виробництвом соціальних роликів для Збройних Сил України та Міністерства Оборони України. Співпрацює з Першою Леді України Оленою Зеленською та незалежним фондом федерального уряду США USAID.
Під час окупації Київської області знімає документальний фільм «Searching for Nika» про тварин, які постраждали внаслідок жорстокості російської армії.

## Фільмографія

### Режисер
- 2017: «Sui Caedere» — дебют, короткометражний,трилер,
- 2018: «Я — ілюзія» (Україна) — короткометражний, сюрреалістичний
- 2020:Пік страху (фільм 2020)(eng.Let It Snow) — (Lionsgate) (США, Україна,Іспанія)- дебют,повнометражний,трилер
- 2020: Чорнобиль 2020/Лісні пожежі — короткометражний, документальний[4]
- 2021:"Егрегор" (США, Україна, Польща) — повнометражний,трилер, містика[5].
- TBP: «Searching for Nika»(Україна, Іспанія,США) — повнометражний, документальний

### Співрежисер
- 2017:"Ghetto Uprising: The Untold Story"(укр."Повстання у Гетто: Нерозказана історія"[6])(Ізраїль)-повнометражний, художньо-документальний

### Сценарист
- 2017:"Sui Caedere"
- 2018:"Я — ілюзія"
- 2020: «Пік страху (фільм 2020)»

### Продюсер
- 2017: «Sui Caedere»,
- 2018:"Я — ілюзія"
- 2020: Пік Страху(Lionsgate)

### Соціальні роботи
- 2022:CHILDREN'S DREAMS — Olena Zelenska (укр.Дитяча мрія — Олена Зеленська)
- 2023:ARMED FORCES OF UKRAINE(укр.Збройні сили України)
- 2022:THANK YOU POLAND|UA VERSION (укр. Дякую Польща| УКР Версія)